# Cubana de Aviación
Cubana de Aviación, S.A (Cubana) è la compagnia aerea di bandiera di Cuba ed è interamente di proprietà del governo del paese. Il vettore ha sede a L'Avana mentre il suo hub principale è l'Aeroporto Internazionale José Martí.

## Storia

### Creazione della compagnia: 1929-1958

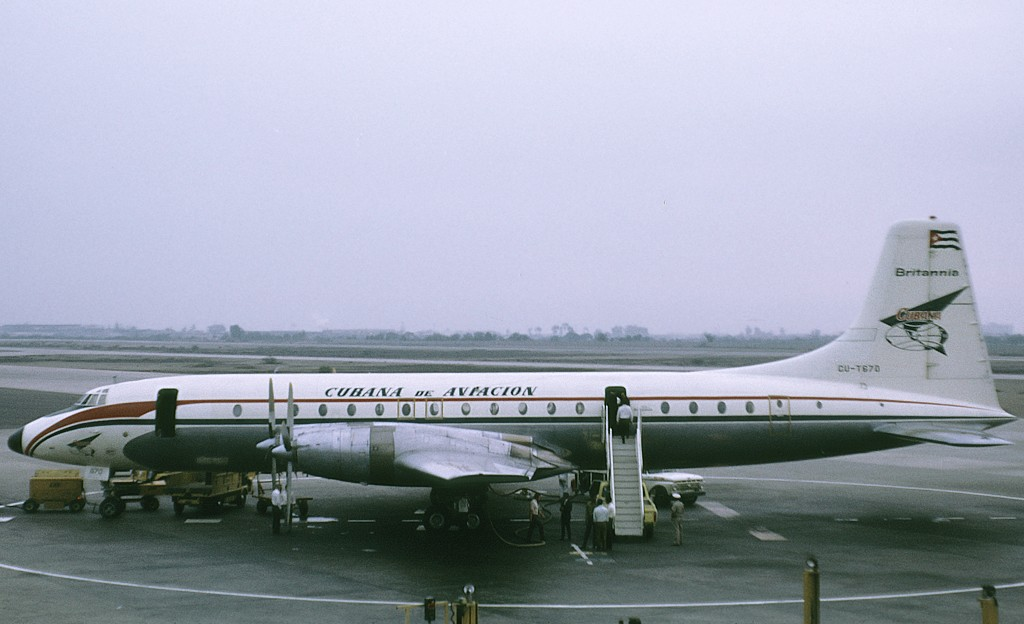
Un Bristol Britannia 318 di Cubana all'Aeroporto Internazionale Jorge Chávez nel 1972.

La compagnia aerea è stata fondata da Clement Melville Keys l'8 ottobre 1929 con il nome di Compañía Nacional Cubana de Aviación Curtiss S.A; con il primo volo di linea nel 1930. Il nome della compagnia aerea indicava la sua associazione con la compagnia di produzione di aeromobili Curtiss. La prima flotta di Cubana, utilizzava aerei Curtiss Robin, anfibi Sikorsky S-38, Ford Trimotor e Lockheed L-10 Electra. Pan American acquisì Cubana nel 1932 e la parola Curtiss fu cancellata dal nome del vettore aereo. Nel maggio del 1945 Cubana iniziò i suoi primi voli internazionali verso Miami, utilizzando gli aerei Douglas DC-3, rendendo la compagnia aerea la prima in America Latina a stabilire collegamenti diretti per questa città. Nell'aprile del 1948, fu avviata una rotta transatlantica tra L'Avana e Madrid (via Bermuda, Azzorre e Lisbona) utilizzando aerei Douglas DC-4 e successivamente fu estesa a Roma nel 1950. Nel corso degli anni, il vettore introdusse in flotta i Bristol Britannia 318 e i Super Viscount (VV-818) che sostituirono i datati Douglas DC-7.

### Rivoluzione cubana: 1959-1980
Nel maggio del 1959, il governo rivoluzionario di Cuba decise di nazionalizzare Cubana, espropriando tutti i suoi investitori. Successivamente, il vettore aereo, si fuse con le compagnie aeree private Aerovías Q, Cuba Aeropostal ed Expreso Aéreo Interamericano. Venne rinominata come Empresa Consolidada Cubana de Aviación ed iniziò le operazioni di volo il 27 giugno 1961. Nello stesso anno venne aggiunta la rotta verso Praga, la quale, in un secondo momento, fu trasferita alla Czechoslovak Airlines (CSA). A seguito dell'imposizione dell'embargo statunitense su Cuba nel 1962, Cubana fu costretta a cancellare tutti i suoi voli statunitensi e si rivolse all'Unione Sovietica per ottenere nuovi aerei. I primi velivoli di costruzione sovietica furono consegnati all'inizio degli anni '60 (Ilyushin Il-14 e Il-18) e furono utilizzati nelle rotte domestiche di Cubana. Di conseguenza, l'aerolinea, divenne così la prima compagnia aerea delle Americhe a quel tempo ad operare aerei di costruzione sovietica. Nel corso degli anni '70 ed '80, Cubana, ha iniziato ad operare i jet Tupolev Tu-154, Ilyushin Il-76, Yakovlev Yak-40 e Yak-42; inoltre, furono implementate nuove rotte verso Canada, Perù, Cile, Panama, Guyana, Angola, Guinea-Bissau e Cabo Verde, Luanda e Iraq.

### Dissoluzione dell'Unione Sovietica: 1991-2000

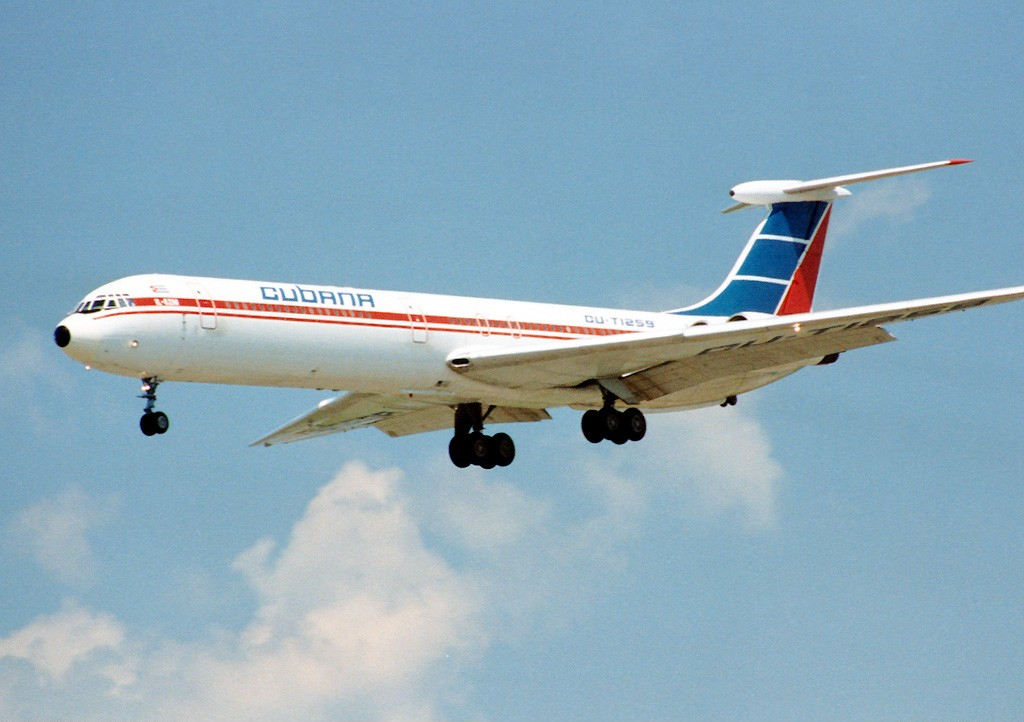
Un Ilyushin Il-62M di Cubana in fase di atterraggio all'Aeroporto Internazionale di Toronto-Pearson nel 1994.

A seguito della disgregazione dell'Unione Sovietica nei primi anni del 1990, Cuba, si ritrovò con degli aeromobili datati e con pezzi di ricambio sempre più difficili da reperire. Risorse finanziarie limitate e mancanza di finanziamenti occidentali per sostituire questi velivoli, insieme alle restrizioni imposte dall'embargo statunitense sulla vendita di aeromobili e componenti di fabbricazione americana (inclusi motori e avionica), resero necessario il mantenimento di alcuni dei velivoli sovietici. Cubana iniziò a noleggiare alcuni aerei occidentali (Airbus, Boeing) per un periodo limitato di tempo a metà degli anni '90, per aiutare a sostenere i suoi servizi in Europa, Canada e alcune destinazioni dell'America Latina, data la rapida crescita del settore turistico di Cuba.

### Ammodernamento della flotta: 2001-presente
Nel luglio 2004, la compagnia aerea ha emesso un ordine per due Ilyushin Il-96-300 con un accordo da 110 milioni di dollari USA tramite un prestito di Roseximbank. Nell'aprile 2006, Cubana, ordinò altri due Il-96-300 e tre Tupolev Tu-204 con una commessa di 250 milioni di dollari USA. Nell'agosto 2007 al MAKS Airshow il vettore ha firmato un protocollo d'intesa con Ilyushin Finance Company (IFC) per l'acquisto di altri due Tu-204 e tre Antonov An-148 convertito in una commessa nel luglio 2012. Nel febbraio 2013, la compagnia aerea ha firmato un accordo per l'ordine di tre Ilyushin Il-96-400 da 350 posti.

## Destinazioni
Al 2024, Cubana de Aviación raggiunge 7 destinazioni tra Cuba, Spagna e Venezuela; tutte servite dal suo hub a L'Avana.

### Accordi commerciali
Ad ottobre 2024 Cubana de Aviación ha accordi di codeshare con le seguenti compagnie:
- Aeroflot
- Air Caraïbes
- Avianca
- Avianca El Salvador
- Neos
- Sunrise Airways

## Flotta

### Flotta attuale

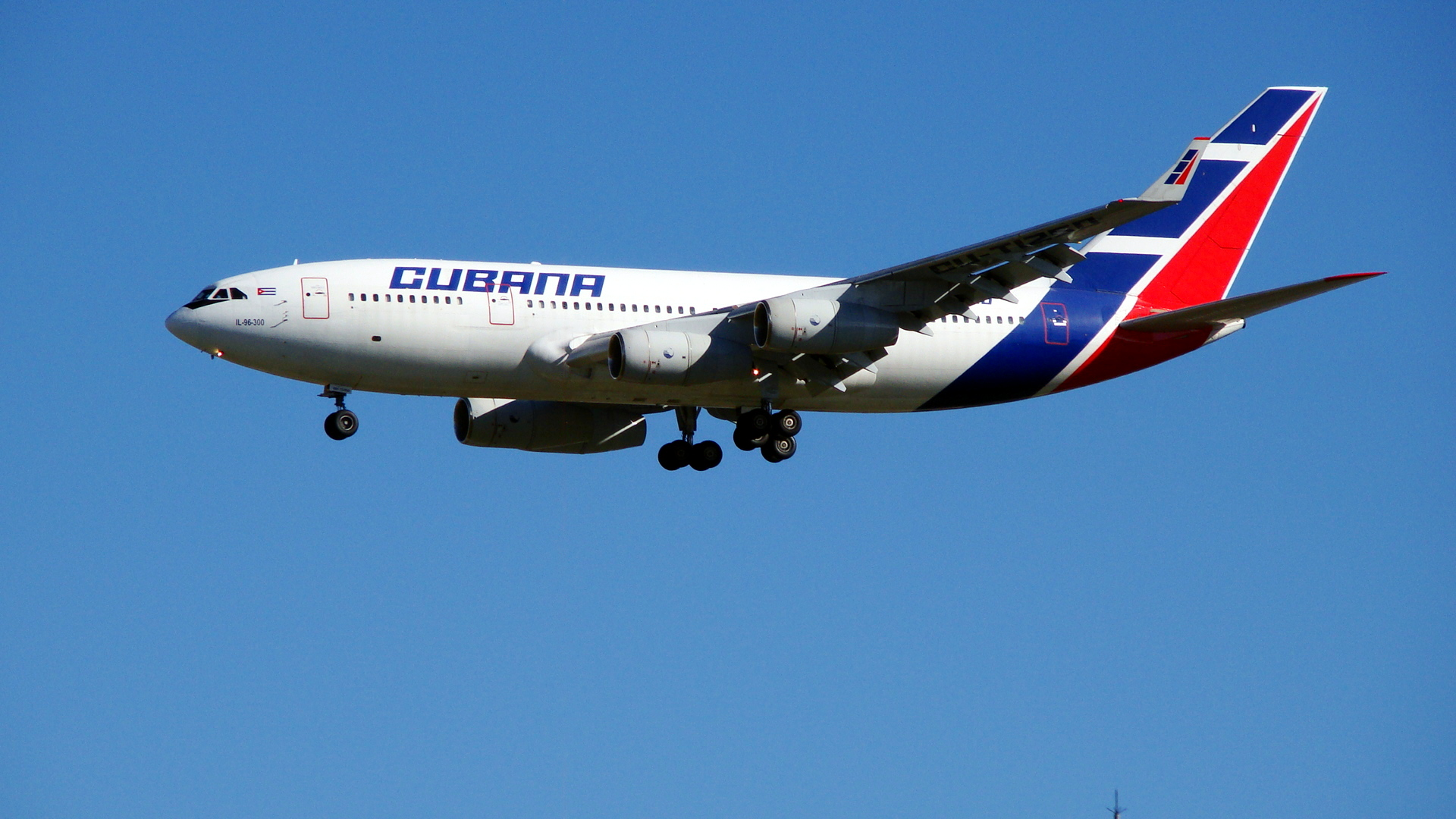
Un Ilyushin Il-96-300.

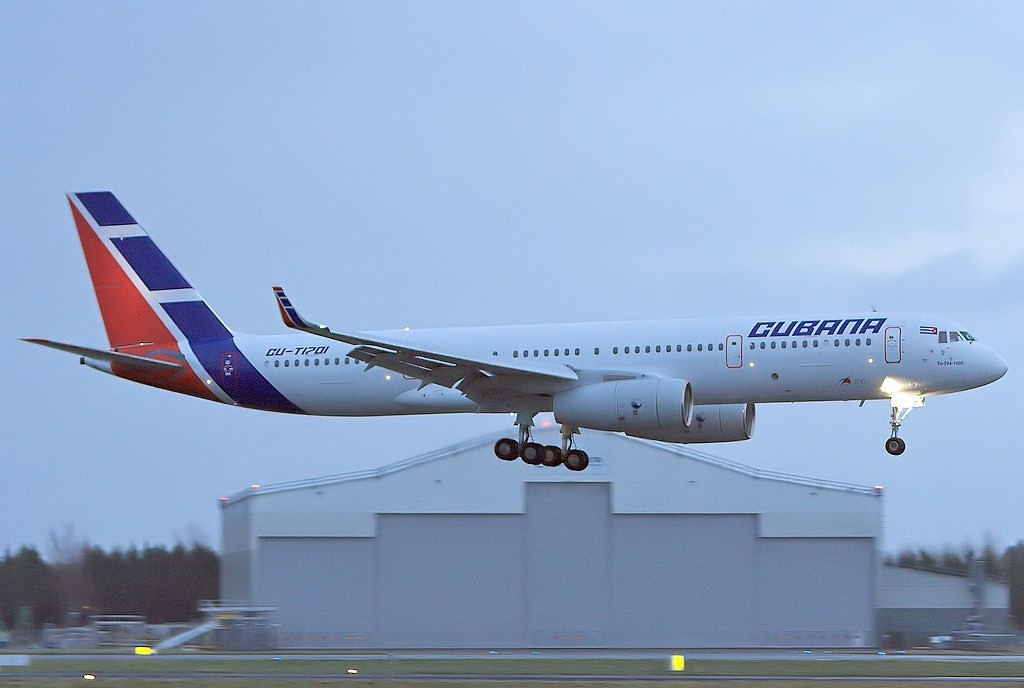
Un Tupolev Tu-204.

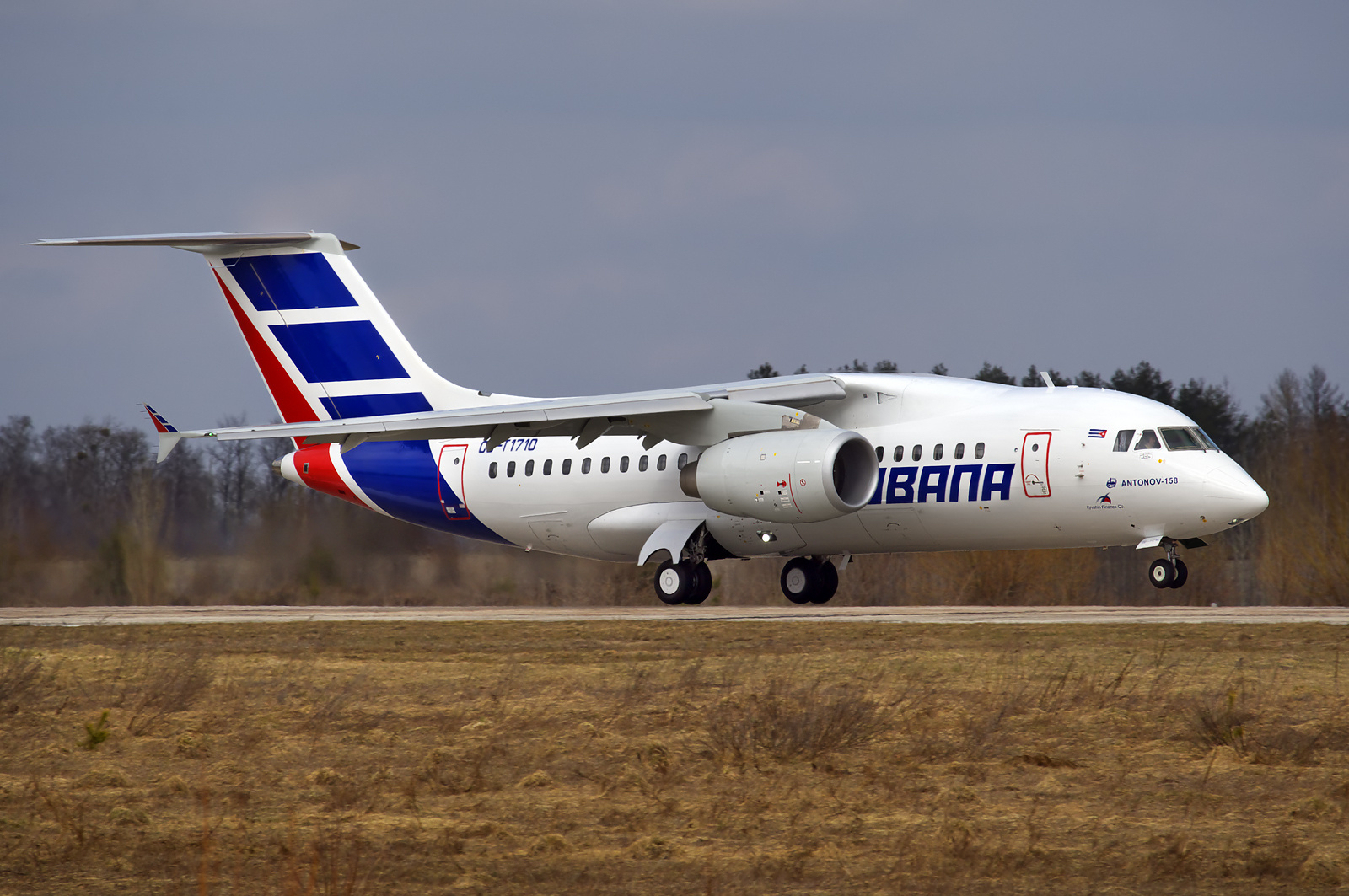
Un Antonov An-158.

Ad ottobre 2024 la flotta di Cubana de Aviación risulta composta dai seguenti aerei:

### Flotta storica

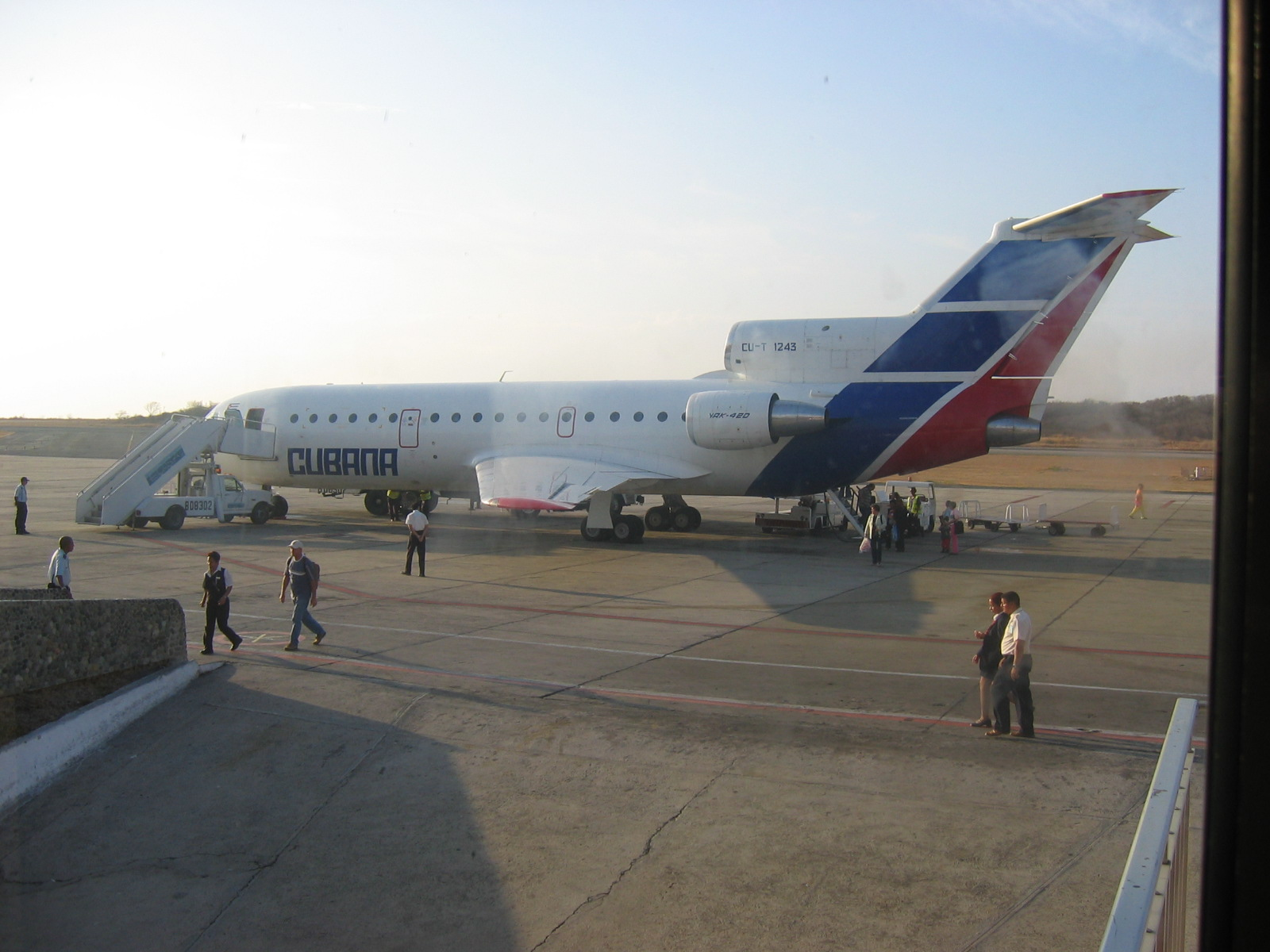
Uno Yakovlev Yak-42.

Nel corso degli anni, Cubana de Aviación ha operato con i seguenti modelli di aeromobili:
- Airbus A320-200
- Airbus A330-200
- Antonov An-12
- Antonov An-24B
- Antonov An-24RV
- Antonov An-26
- Antonov An-26B
- Antonov An-30
- Bristol Britannia 318
- Boeing 767-300ER
- Douglas C-47A
- Douglas C-47B
- Douglas C-54A
- Douglas DC-8-40
- Ilyushin Il-14
- Ilyushin Il-18
- Ilyushin Il-62
- Ilyushin Il-62M
- L-1049
- L-1049E
- L-1049G
- McDonnell Douglas DC-10-30
- Tupolev Tu-154B
- Tupolev Tu-154M
- Vickers Viscount Series 810
- Vickers Viscount 755
- Yakovlev Yak-40
- Yakovlev Yak-40K
- Yakovlev Yak-42D